# Félix Devaux
Félix Devaux, né le 10 novembre 1873 au Thor (Vaucluse) et mort le 29 novembre 1921 à Avignon, est un sculpteur et architecte français.

## Biographie

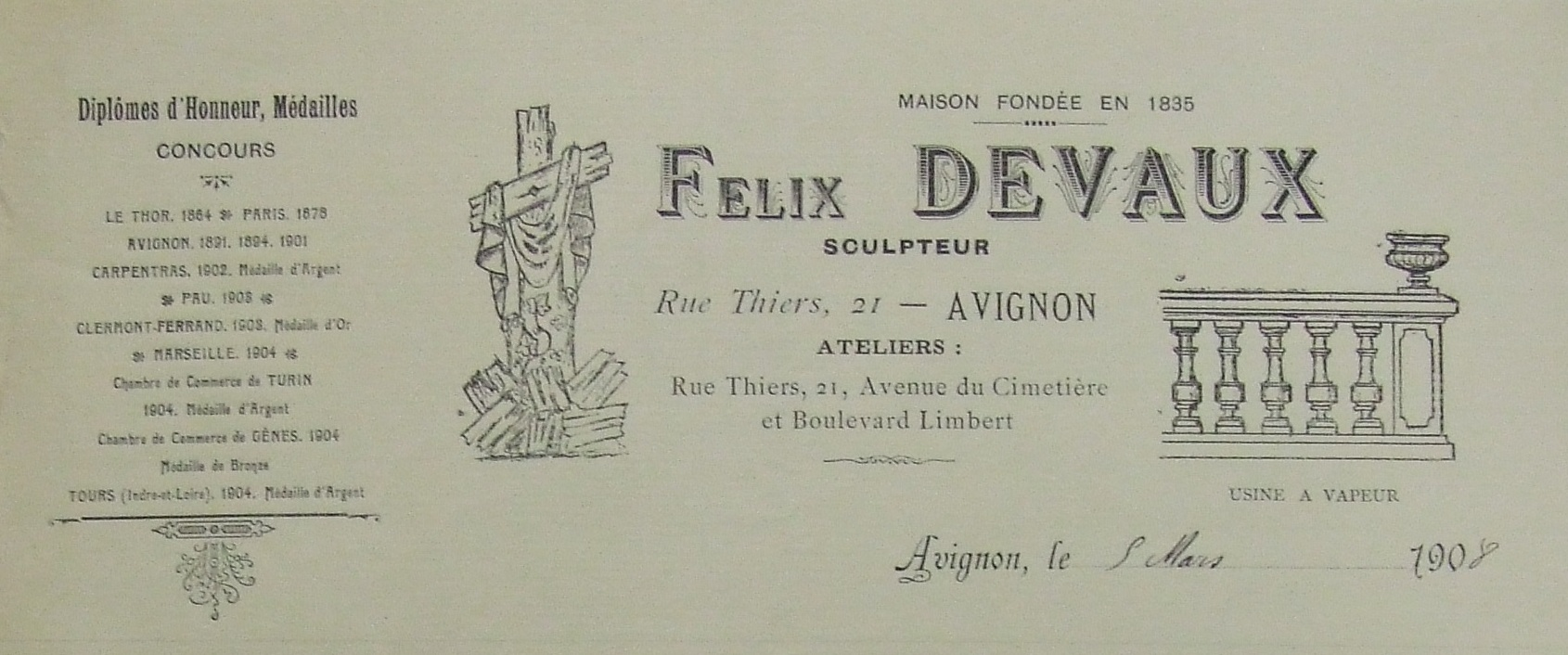
Lettre en-tête de Félix Devaux

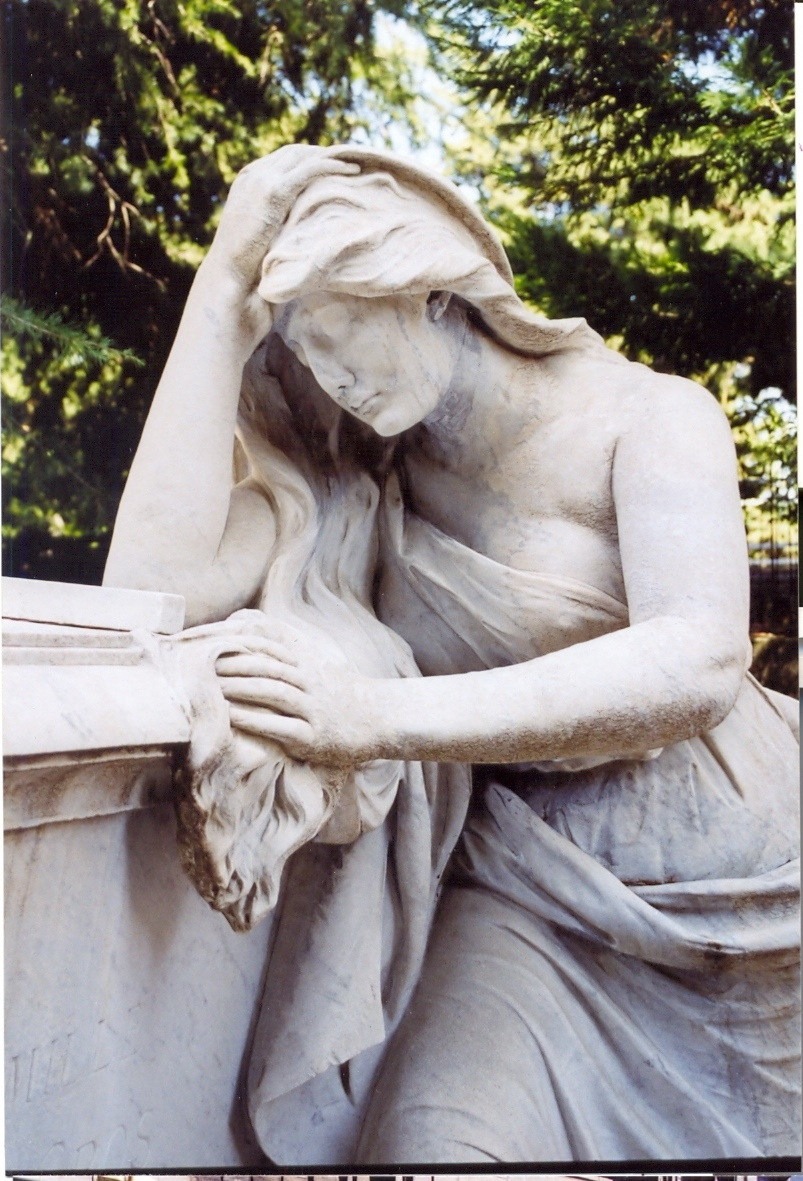
Tombeau de la famille Gros, cimetière Saint-Véran, Avignon (Vaucluse)

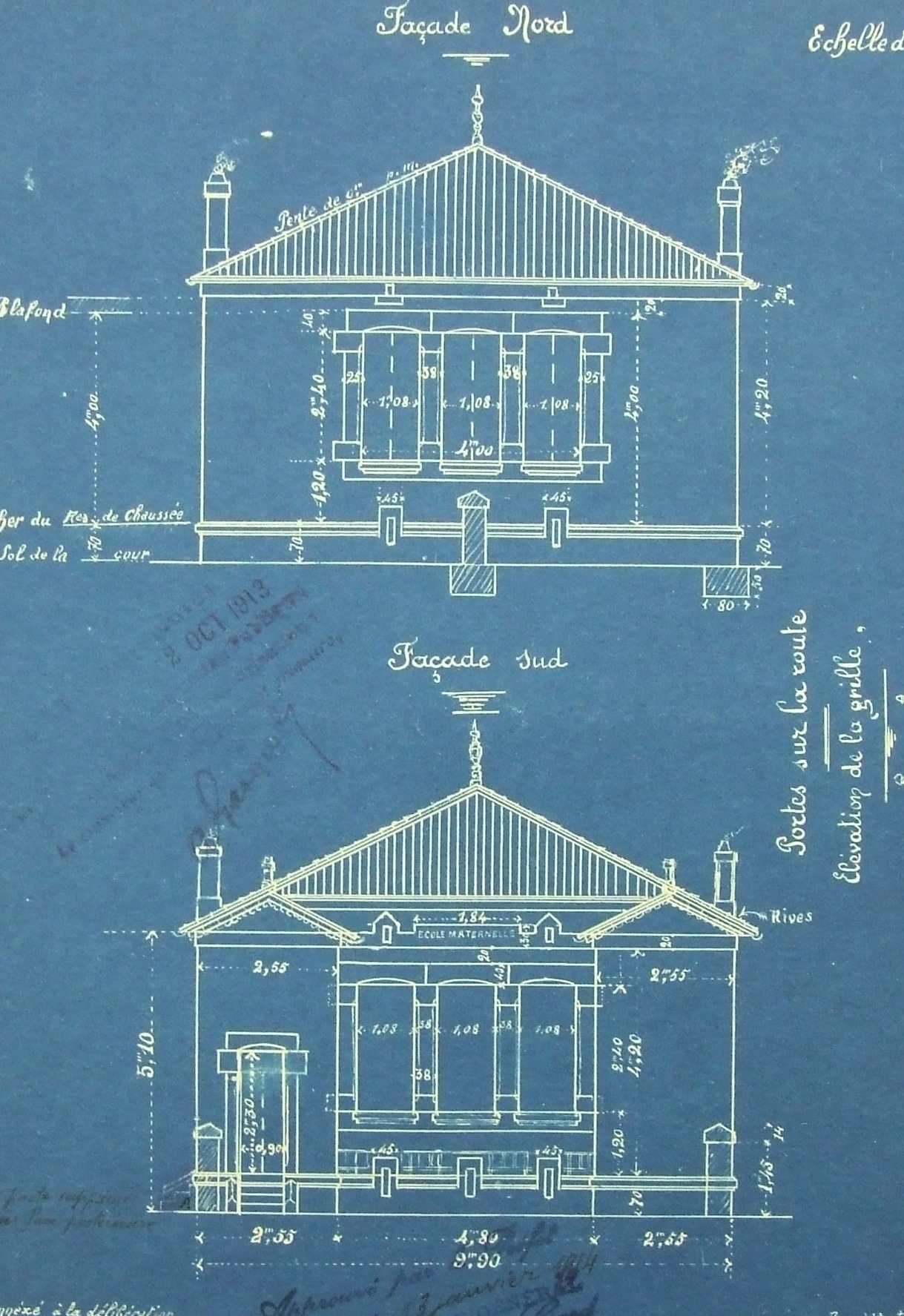
Laudun-l'Ardoise (Gard), projet pour le groupe scolaire mixte

Félix Joseph Devaux est né dans la petite cité vauclusienne du Thor, le 10 novembre 1873, fils d'Alphonse, maçon de 29 ans et d'Ernestine Loret son épouse, sans profession, âgée de 22 ans. Cinq ans après sa naissance, la naissance de sa sœur Marie-Ernestine complète le foyer familial.
Issu d'une famille de maçons et de tailleurs de pierre, Félix Devaux fait ses premiers pas dans l'atelier paternel tout en étant  élève à l'école des garçons du Thor. Sa passion pour la sculpture et son intérêt notable pour les arts le conduisent à fréquenter très tôt l'École communale professionnelle et d'architecture d'Avignon, un établissement gratuit destiné aux jeunes gens "sans fortune". Il peut ainsi suivre des cours de dessin linéaire, de modelage, d'arpentage, tout en travaillant auprès de son père.
En 1891, il participe pour la première fois à l'exposition des Beaux-Arts organisée dans la ville d'Avignon.
Trois ans plus tard, il est incorporé au 58e régiment d'infanterie d'Avignon, pour y effectuer son service militaire et ne reprend ses activités qu'un an plus tard, le 24 septembre 1895. Cette année-là marque l'installation définitive de la famille Devaux à Avignon, d'abord rue Petite-Franche, puis au 5, rue Bon-Pasteur. Alphonse Devaux ouvre son atelier, rue du cimetière.
Félix Devaux et son père travaillent désormais ensemble. Le jeune sculpteur se distingue d'ailleurs dans la réalisation du monument à Alphonse Gent, ancien député et sénateur de Vaucluse, érigé le 4 février 1897 dans le cimetière d'Avignon. Quelques mois plus tard, l'artiste exécute les sculptures de l'Hôtel de Ville de Cavaillon.
Sa première réalisation d'envergure intervient en juin 1896, lorsqu'il reçoit la commande du monument à Pierre Goujon d'Alcantara, destiné à orner une place publique de sa cité natale, Le Thor, inauguré le 15 août 1896.
À 22 ans, le jeune homme fréquente plusieurs expositions régionales (Avignon, Carpentras, Clermont-Ferrand) tout en développant son activité vers l'art funéraire, devenant ainsi tombier.
Quelques récompenses à certaines expositions (médaille d'or à Clermont-Ferrand en 1903) l'encouragent à proposer d'autres projets dans le cadre de concours organisés pour la réalisation de monuments aux morts de la guerre franco-prussienne (Bagnols-sur-Cèze, Pau).
Présent à l'exposition internationale de Bastia en 1905, il exécute la même année une croix monumentale dans le cimetière de la commune de Méthamis (Vaucluse) et sculpte le monument aux morts de Saint-Rémy-de-Provence (Bouches-du-Rhône) en collaboration avec l'architecte Victor Faure.
Poursuivant sa formation auprès du sculpteur Victor Fulconis (1851-1913), il expose à nouveau à Rodez et Lyon en 1906 et Aurillac, Manosque et Nice en 1907. Cette année-là, il élève le monument en hommage à Etienne Brunel à Cavillargues (Gard) ainsi que le monument au Sénateur Auguste Béraud à Monteux (Vaucluse). Les sculptures de la Caisse d'Epargne d'Apt (Vaucluse) complètent son activité à cette période.
Lors de la 5e exposition organisée par la Société Vauclusienne des Amis des Arts en 1909, il présente une statue de saint Crépin, patron des cordonniers et des travailleurs du cuir. Cette œuvre exécutée en pierre prend place désormais à l'angle des rues Louis-Pasteur et Baraillerie d'Avignon. 
En 1910, Félix Devaux érige le monument en l'honneur de Clovis Hugues à Ménerbes (Vaucluse), tandis qu'il élève celui de Ferdinand Astier à Laudun-l'Ardoise (Gard).
En 1911, l'artiste réalise le décor du portail monumental du cimetière de Carpentras (Vaucluse) et expose ses œuvres à La Rochelle, de juillet à octobre. La même année, il est décoré de la médaille d'Officier de l'Instruction Publique.
À 39 ans, le sculpteur prend aussi le titre d'architecte-expert. Il travaille désormais sur plusieurs projets de groupes scolaires (Cavillargues, Connaux, Laudun-l'Ardoise et Pujaut dans le Gard, Mornas dans le Vaucluse). Des projets suspendus durant la première guerre mondiale et qu'il ne peut achever avant.
Au cours de la Grande Guerre, Félix Devaux est réformé à la suite d'une opération chirurgicale à Avignon. Pour autant, il poursuit une activité professionnelle, avec notamment la réédification de la statue de la Vierge de Laudun-l'Ardoise en septembre 1914.
Dès la fin du conflit, l'état de santé de l'artiste s'est dégradé. Atteint d'une tuberculose pulmonaire, il s'isole à son domicile avignonnais, tout en dessinant encore les plans du monument aux morts de sa commune natale, Le Thor. Probablement sa dernière œuvre.
Félix Devaux s'éteint le 29 novembre 1921, à 48 ans, dans l'indifférence de ses contemporains.
En signe d'amitié pour la commune de Laudun-l'Ardoise(Gard), Félix Devaux lègue par testament, le 24 mars 1920, l'ensemble de ses biens mobiliers et immobiliers, dont son fonds d'atelier contenant 50 maquettes en plâtre ou en pierre correspondant à ses divers projets.

## Œuvres
- 1895 : monument à Alphonse Gent à Avignon (cimetière Saint-Véran)
- 1896 : monument à Pierre Goujon d'Alcantara au Thor (Vaucluse)
- 1904 : monument à Pierre Goujon d'Alcantara à Châteauneuf-de-Gadagne (Vaucluse)
- 1904 : tombeau de la famille Tacussel à Laudun (Gard)
- 1905 : croix monumentale au cimetière de Méthamis (Vaucluse)
- 1905 : sculptures du monument aux morts de Saint-Rémy-de-Provence (Bouches-du-Rhône)
- 1906 : sculptures de l'Hôtel de Ville de Graveson (Bouches-du-Rhône)
- 1907 : monument à Étienne Brunel à Cavillargues (Gard)
- 1907 : monument à Auguste Béraud à Monteux (Vaucluse)
- 1909 : participation à la réalisation du monument à Paul Saïn à Avignon
- 1910 : monument à Clovis Hugues à Ménerbes (Vaucluse)
- 1910 : monument à Ferdinand Astier à Laudun (Gard)
- 1911 : sculptures du portail du cimetière de Carpentras (Vaucluse)
- 1913 : monument aux morts de Sorgues (Vaucluse)
- 1921 : monument aux morts du Thor (Vaucluse)

Par ailleurs, de nombreuses œuvres funéraires sont visibles dans les cimetières des communes des Bouches-du-Rhône, du Gard et de Vaucluse.